# Sin Chang-moo
Đây là một tên người Triều Tiên, họ là Sin.
Shin Chang-moo (Hanja:申 昶武, tiếng Hàn: 신창무; sinh ngày 17 tháng 9 năm 1992) là một cầu thủ bóng đá Hàn Quốc thi đấu ở vị trí tiền vệ thi đấu cho Daegu FC ở K League 1.

## Sự nghiệp
Sin Chamg-moo gia nhập Daegu FC vào tháng 1 năm 2014. Anh ghi bàn thắng trong màn ra mắt ở trận đấu tại giải vô địch trước FC Anyang ngày 23 tháng 7 năm 2016.